# São Vicente de Fora
São Vicente de Fora era una freguesia portuguesa del municipio de Lisboa, distrito de Lisboa.

## Historia
Fue suprimida el 8 de noviembre de 2012, en aplicación de una resolución de la Asamblea de la República portuguesa al unirse con las freguesias de Graça y Santa Engrácia, formando la nueva freguesia de São Vicente.

## Patrimonio
- Edificio de la Voz do Operário
- Iglesia parroquial de São Vicente de Fora
- Iglesia de Santa Engracia de São Vicente de Fora (Panteón Nacional)
- Edificio de Standard Eléctrica, actual edificio de la Orquesta Metropolitana de Lisboa
- Patio de los Quintalinhos